# بهدال
قرية بهدال هي إحدى القرى التابعة لمركز المنيا بمحافظة المنيا في جمهورية مصر العربية. حسب إحصاءات سنة 2006، بلغ إجمالي السكان في بهدال 10920 نسمة، منهم 5556 رجلا و5364 امرأة.